# پائولی (ویسکانسین)
پائولی (به انگلیسی: Paoli) یک منطقهٔ مسکونی در ایالات متحده آمریکا است که در شهرستان دان، ویسکانسین واقع شده‌است. پائولی ۲۷۴٫۰۲ متر بالاتر از سطح دریا واقع شده‌است.